# Пулос, Лия
Лия Джин Пулос-Мюллер (англ. Leah Jean Poulos-Mueller, род. 5 октября 1951, Беруин, штат Иллинойс, США) — американская конькобежка, 3-кратная серебряный призёр  зимних Олимпийских игр 1976 и  1980 года, 2-кратная чемпионка мира и 3-кратная серебряный призёр чемпионатов мира, 2-кратная рекордсменка мира, 3-кратная чемпионка США и 2-кратная серебряный призёр.

## Биография
Лия Пулос начала заниматься конькобежным спортом в 1959 году, вскоре после того как её семья присоединилась к конькобежному клубу "Northbrook" в пригороде Чикаго. Отец Сэм Пулос был президентом конькобежного клуба с 1960 по 1961 год и менеджером клуба в течение следующих 15 лет. Он же и тренировал свою дочь.
В 1968 году, в возрасте 16 лет Лия пробовала пройти квалификацию на олимпиаду в Гренобле, но первая попытка была неудачная. Уже через год она стала третьей на чемпионате США в многоборье. Её дебют на международных соревнованиях произошёл в 1970, когда она выиграла малую серебряную медаль в беге на 500 метров на чемпионате мира в классическом многоборье и в общем зачёте заняла 18-е место. На чемпионате мира по спринтерскому многоборью была 13-й в 1970 и 1971 году, а на чемпионате мира в классическом многоборье в 1971 году заняла 23-е место.
В 1972 году на своих первых  зимних Олимпийских играх в Саппоро Лия заняла 17-е место в забеге на 3000 м и 24-е на 1500 м. На спринтерском чемпионате мира поднялась на 6-е место и на чемпионате мира в классическом многоборье заняла 14-е место. Через год она уже была 5-й на спринтерском чемпионате мира, но на чемпионате мира в классическом многоборье опять опустилась на 18-е место. В январе 1974 года Пулос стала серебряным призёром на чемпионате США в спринте и на чемпионате мира в спринтерском многоборье в Инсбруке завоевала золотую медаль.
На чемпионате мира в классическом многоборье 1975 года она заняла 20-е место, а на чемпионате мира в 1976 году была дисквалифицирована. На  зимних Олимпийских играх в Инсбруке в 1976 году в забеге на 1500 м финишировала на 6 месте, в беге на 500 м заняла 4 место — только 0,04 секунд отделили её от бронзовой медали и завоевала серебряную медаль на 1000 м, уступив рекордсменке мира из СССР Татьяне Авериной, обогнав свою соотечественницу Шейлу Янг, которая взяла бронзовую медаль. В том же году она завоевала серебряную медаль на чемпионате мира в спринтерском многоборье в Берлине, уступив Шейле Янг.
В 1977 году она снова выиграла серебро на чемпионате мира в спринтерском многоборье в Алкмаре, на этот раз уступив Сильвии Бурке. В сентябре того же года она вышла замуж за Петера Мюллера, взяв в качестве второй фамилии фамилию мужа и ушла из международного спорта, но уже в начале 1979 года вернулась и выиграла очередной чемпионат мира в спринтерском многоборье в Инцелле. 
Лия решила остаться ещё на год, чтобы помогать Петеру на тренировках. В 1980 году Пулос-Мюллер стала первой в забеге на 500 м на чемпионате США, следом финишировала второй на чемпионат мира в Уэст-Аллисе и через неделю на зимних Олимпийских играх в Лейк-Плэсиде она участвовала в гонке на 500 и 1000 метров, выиграв серебряные медали в обоих видах спринта. В том же году завершила карьеру.

## Личная жизнь
Лия вышла замуж в 1977 году за Петера Мюллера - Олимпийского чемпиона олимпиады 1976 года. После завершения карьеры она работала кассиром и кладовщиком, но после введения новой олимпийской программы трудоустройства занимала административную должность в крупной фирме по производству безалкогольных напитков. Петер работал в ресторане. У них было двое детей, но позже они развелись. В настоящее время Лия Мюллер работает юридическим консультантом в Висконсине.

## Награды
- 13 мая 1988 года - введена в Национальный Зал славы конькобежного спорта США[7]
- 24 сентября 2009 года - введена в Зал спортивной славы Чикаголенда[8]